# Мытник волосистый
Мы́тник волоси́стый (лат. Pediculáris hirsúta) — многолетнее травянистое растение семейства Заразиховые, вид рода Мытник (Pedicularis).
Полупаразит, встречающийся в тундровом поясе Евразии и Северной Америки.

## Ботаническое описание

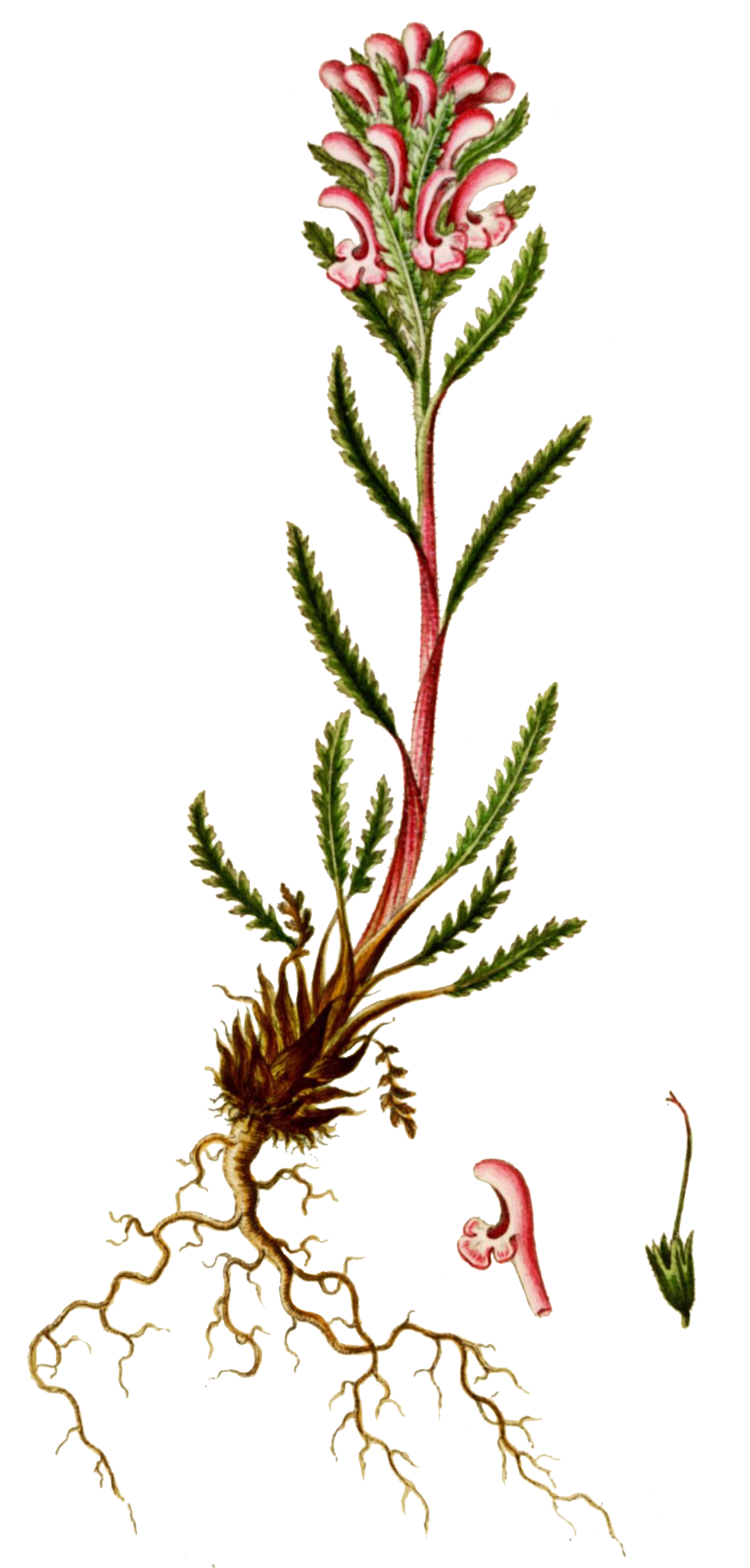
Ботаническая иллюстрация из Flora Danica

Многолетнее травянистое растение-полупаразит с разветвлённым вертикальным корнем. Стебель 2—10 см высотой, одиночный (или стебли немногочисленные), прямостоячий, неразветвлённый, покрытый паутинистым опушением.
Прикорневые листья на длинных черешках, редкокурчавоволосистые до голых, ланцетные в очертании, перисторассечённые, лопасти также перистолопастные. Стеблевые листья опушены сильнее, на коротких черешках, мельче прикорневых.
Цветки в верхушечных головчатых кистях, на коротких цветоножках, с лопастными, по краю зубчатыми прицветниками, нижними — листовидными, средними и верхними — мохнатыми и более мелкими. Чашечка с треугольными зубцами, покрытая густым паутинистым опушением, зубчатыми, в два раза короче трубки. Венчик двугубый, 1,2—1,6 см длиной, грязно-розовый. Верхняя губа шлемовидная, прямая или слабо изогнутая, чуть ниже верхушки с двумя едва заметными зубцами, нижняя губа широкая, трёхлопастная, по краю зубчатая, короче шлема.
Плоды — коробочки узкояйцевидной или продолговато-ланцетной формы, скошенные, на конце длинно заострённые, 10—13 мм длиной.
Диплоидный набор хромосом — 2n = 16.

## Распространение
Широко распространённое в арктической части Евразии и Северной Америки растение. Встречается в болотистой тундре, в долинах рек.

## Таксономия

### Синонимы
- Pedicularis arctica Adams ex Steven, 1823